# Knölgömming
Knölgömming (Bertia moriformis) är en svampart som först beskrevs av Tode, och fick sitt nu gällande namn av De Not. 1844. Knölgömming ingår i släktet Bertia och familjen Bertiaceae.  Arten är reproducerande i Sverige. Utöver nominatformen finns också underarten multiseptata.